# Misión de San Miguel Concá
La Misión de San Miguel Concá es un conjunto arquitectónico mexicano ubicado en Arroyo Seco, Querétaro. Está integrado por un convento y una iglesia, construidas en estilo churrigueresco por la Orden Franciscana en el siglo XVIII. Desde 2003 es considerada Patrimonio de la Humanidad por la Unesco como parte de las Misiones franciscanas de la Sierra Gorda de Querétaro.

## Historia
La misión de San Miguel Concá fue iniciada en 1744 por José de Escandón. La construcción del edificio de la misión se realizó de 1754 a 1758, bajo la dirección de los frailes José Antonio de Mujía y Joaquín de Osorio. Esta fue la primera de las cinco Misiones franciscanas de la Sierra Gorda de Querétaro en ser concluida y la más pequeña de las cinco. Está dedicada al Arcángel Miguel y es considerada como la Misión con más elementos indígenas incorporados en su decoración. El nombre «Concá» proviene del idioma pame y significa «conmigo».

## Estructura
La fachada de la iglesia está decorada con representaciones de flores, frutas y animales. Destaca la inclusión de un águila y un conejo como símbolos que representan al sol y la luna en la tradición indígena. Junto al portón de la iglesia se encuentran dos hornacinas con estatuas que representan a San Francisco de Asís y San Antonio de Padua, flanqueados por cuatro columnas de estilo dórico. Sobre la puerta se encuentra el escudo de la Orden Franciscana, compuesto por el brazo de Cristo cruzado con el brazo de San Francisco de Asís, con las manos de ambos clavados sobre una cruz colocada encima del mundo. La parte central de la fachada la ocupa el lucernario del coro, el cual está decorado las esculturas de dos ángeles abriendo una cortina para dejar entrar la luz al recinto. En la parte alta de la fachada está representado el Arcángel Miguel derrotando a un demonio. Por encima de la fachada se encuentra una estatua que representa a la Santísima Trinidad. Este elemento es considerado posterior a la construcción original debido a que no comparte el estilo ni las proporciones de las estatuas del resto de la fachada.